# Bádminton

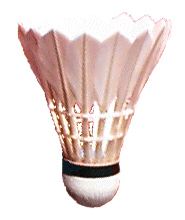
Volante, pluma, mosca o gallito.

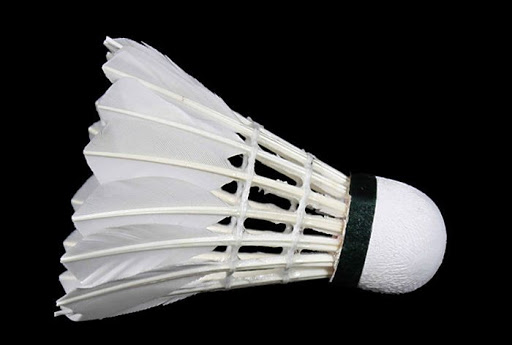
El volante de bádminton puede dividirse en dos partes, la base de corcho y las plumas.

El bádminton es un deporte de raqueta en el que se enfrentan dos jugadores (individuales) o dos parejas (dobles) situadas en las mitades opuestas de una pista rectangular dividida por una red.
La diferencia de otros deportes de raqueta en el bádminton no se juega con pelota, sino con un volante.
Los jugadores deben golpear con sus raquetas el volante para que este cruce la pista por encima de la red y caiga en el sector oponente. El punto finaliza cuando el volante toca el suelo, después de sobrepasar la red.
El bádminton es, desde los Juegos Olímpicos de Barcelona 1992, un deporte olímpico en cinco modalidades: individuales masculino y femenino, dobles masculino y femenino y dobles mixto. En esta última, la pareja está compuesta por un hombre y una mujer. Este deporte está fuertemente dominado por los deportistas asiáticos: China, Indonesia y Corea del Sur consiguieron 28 medallas de oro sobre 29.

## Historia
El actual juego de 'bádminton' surgió en Asia, exactamente en la India, donde recibía el nombre de 'Poona', mismo nombre que la ciudad (Pune) ubicada en el estado indio occidental del Maharashtra y lugar donde se jugaba originalmente. Algunos oficiales del ejército británico observaron el juego en la India y lo llevaron a Inglaterra en 1875. Allí, el duque de Beaufort se interesó en el juego, y ya que se practicaba con regularidad en su finca campestre de Gloucestershire, conocida como "Badminton House ", este nombre continuó asociado con el juego.
El juego se implantó en los Estados Unidos en 1891 y también fue introducido en Canadá. La Asociación Nacional de Bádminton de los Estados Unidos fue creada en 1895. En esa época se unificaron las reglas. El primer torneo para varones de toda Inglaterra se celebró en 1899, y el primero para mujeres en 1900. La Asociación Canadiense de Bádminton fue fundada en 1931 y la Asociación Norteamericana de Bádminton en 1936. Los primeros campeonatos norteamericanos se celebraron en 1937, en Chicago.
Después de la década de 1950, el bádminton también se ha establecido en países asiáticos como China, Japón e Indonesia.

## Consideraciones generales
El bádminton es un juego de raqueta para dos jugadores (individuales) o cuatro  jugadores (dobles).
Tiene algunas similitudes con el tenis , pero difiere en aspectos técnicos y tácticos fundamentales. La cancha de bádminton es mucho más pequeña que la de tenis. Una raqueta de bádminton es mucho más ligera que una raqueta de tenis. La pelota de juego (lanzadera) no debe tocar el suelo. Está equipado con un resorte o anillo de plástico, lo que le confiere sus especiales características de vuelo.
El bádminton exige mucho reflejos, velocidad básica y resistencia y también requiere capacidad de concentración y habilidades tácticas para jugar bien. Las jugadas largas y la duración del juego sin verdaderas pausas requieren una resistencia bien desarrollada. El hecho de que la raqueta liviana permita lograr cambios en la dirección del golpe sin un retroceso significativo hace que el bádminton sea un juego extremadamente sofisticado y engañoso. El juego de ataque rápido sólo puede contrarrestarse con buenos reflejos y un trabajo de carrera muy ágil. La alternancia entre pelotas de ataque contundentes, fintas falsas y un juego preciso y sensible en la red es lo que hace que el bádminton sea tan fascinante.
El conteo se basa en puntos y conjuntos. Desde 2006 se utiliza el llamado método del punto de reunión . Se juegan dos sets ganadores hasta 21 puntos y cada partido, independientemente del derecho a sacar, suma un punto si el oponente comete un error. En años anteriores, se jugaban dos sets ganadores de hasta 15 puntos (la excepción es el individual femenino, de hasta 11 puntos), y sólo el equipo que sacaba podía sumar puntos.
Se considera error, entre otras cosas, si el balón no vuela por encima de la red o toca el suelo/pared/techo de la sala (u objetos que cuelgan debajo de él), por lo que, dependiendo de la altura de la sala, toca el techo. siempre puede resultar en una repetición o sólo en el impacto. También se considera error el toque del balón por parte del jugador o de su vestimenta. Además, también se considera falta tocar la red con el cuerpo o la raqueta. A diferencia de la mayoría de los otros juegos de devolución, el bádminton continúa jugando incluso si la pelota toca la red durante el servicio, siempre y cuando luego continúe su camino hacia el campo de servicio del oponente.

## El campo de juego

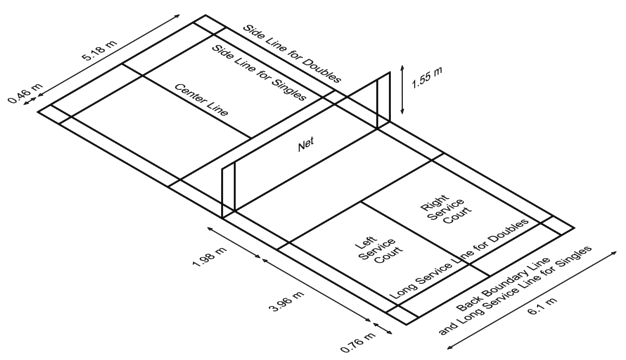
Campo de bádminton.

Las dimensiones del campo de juego son de 13,4 m de longitud por 5,18 m de ancho en individuales y de 13,4 m de longitud por 6,1 m de ancho para los encuentros dobles (normalmente en un partido). La red tiene 1,55 m de altura. Las líneas son de cuatro centímetros de ancho, preferentemente amarillas, que forman parte de la superficie de juego –por ello están trazadas hacia su interior–. También la línea mediana se traza repartiendo su ancho entre las dos zonas de saque formando parte de cada zona de saque.

## Equipamiento del bádminton

### Raquetas

Raqueta y volante

La forma de la raqueta de bádminton es comparable a la de una raqueta de tenis. Sin embargo, es un poco más pequeña, significativamente más ligera que la versión de tenis y tiene cordajes más finos. En la versión más sencilla, con eje y cabeza de acero, una raqueta de bádminton pesa alrededor de 120 gramos (sin cordaje). Los modelos más exclusivos profesionales constan de una sola pieza (carbono) y sólo pesan entre 70 y 80 gramos..
Cuanto más rígido sea el marco, con mayor precisión podrás jugar con él. Sin embargo, se requiere una buena técnica de golpeo porque si la pelota se golpea de forma incorrecta se producirán vibraciones, que se transmitirán a través del marco rígido y, en determinadas circunstancias, pueden provocar lo que se conoce como codo de tenista. Cuanto más flexible sea el marco, menos preciso será el golpe fuerte, pero más amigable será la raqueta durante el juego normal.
El marco y empuñadura de la raqueta están conformados por fibra de carbono junto con una gran variedad de otros cuantos materiales. La fibra de carbono tiene una excelente resistencia en proporción a su peso (iguala al acero en dureza), y da una excelente transferencia de energía cinética. En los inicios de este deporte las raquetas estaban hechas de madera, y posteriormente fueron fabricándose de materiales más ligeros como el aluminio.
Los fabricantes ofrecen diferentes tipos de cuerdas para encordar. Para los principiantes, las raquetas se encordan principalmente con cuerdas de plástico sencillas pero económicas. Los jugadores avanzados y los profesionales tienden a utilizar cuerdas de tripa natural, más caras, o cuerdas sintéticas multitrenzadas, que ofrecen un mejor control de la pelota y una mayor durabilidad. Dependiendo del tipo de jugador, las raquetas de bádminton se pueden encordar con diferente dureza (carga de tracción aprox. 70 - 130 N, correspondiente al peso de 7 - 13 kg). A diferencia de una raqueta de tenis, las cuerdas transversales de una raqueta de bádminton suelen ser entre 0,5 y 1 kg más duras que las cuerdas principales. Dependiendo del encordado, las propiedades de impacto de una raqueta cambian. Con la ayuda de una cuerda más dura, los golpes se pueden realizar con mayor precisión. Sin embargo, esto requiere mucha más habilidad de juego y, por lo tanto, sólo es adecuado para jugadores experimentados. Una cubierta más suave permite una mayor aceleración de la pelota con un esfuerzo comparativamente menor debido a la cubierta más flexible.
Para mejorar el agarre se suele utilizar una cinta de agarre adicional . Se utiliza para conseguir un mejor control de la raqueta, una mejor amortiguación o una mayor resistencia al deslizamiento en el agarre.

### Pluma o volante

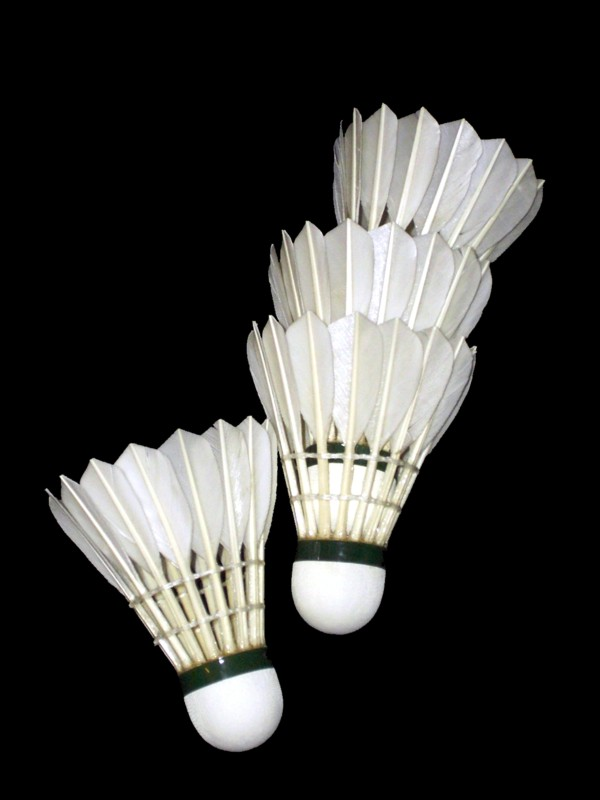
Volantes o flamingoleras con plumas.

El volante, pluma, plumilla, mosca o gallito de plumas naturales se utiliza en competiciones de ligas superiores y a nivel internacional, y es el proyectil utilizado en el bádminton. Tiene una forma cónica abierta: el cono o corona puede  estar  formado por dieciséis plumas de ganso o pato insertadas o pegadas y atadas entre sí, alrededor de una base de corcho semiesférica cubierto de una capa fina de cuero. Los volantes se fabrican principalmente a mano en Asia y se caracterizan por unas características de vuelo especiales.
Gracias a la disposición especial de los muelles, el volante natural, que debe pesar entre 4.74 y 5.5 g, y tiene 16 plumas de 6 cm de longitud que están fijadas a una base de corcho de 25 a 28 mm de diámetro que tiene forma esférica en la zona de golpeo, gira alrededor de su eje longitudinal durante el vuelo gracias al aire que lo atraviesa , lo que estabiliza el vuelo. Sin embargo, está particularmente influenciado por las condiciones ambientales como la temperatura , la presión del aire y la humedad . La altitud, la velocidad y, por tanto, el alcance de una pelota de largo golpe pueden variar mucho en salas a diferentes altitudes. Para compensar estas influencias, hay volantes naturales disponibles en diferentes velocidades . Antes de un partido, los jugadores prueban la velocidad de los volantes utilizados golpeándolos sobre la red desde la línea de fondo trasera con potentes golpes desde abajo. Aquellos que caen dentro de la cancha entre 21 y 39 pulgadas de la línea de fondo opuesta tienen la velocidad correcta. Todos los demás normalmente se solucionan directamente en los juegos internacionales o se intenta influir en la velocidad de la pelota doblando los 2 o 3 mm superiores de las puntas del resorte hacia afuera o hacia adentro. Por lo tanto, la pelota ofrece más o menos resistencia al aire y, en consecuencia, vuela más corto o más lejos. Se debe garantizar que siempre haya suficientes bolas de golpe de un tipo disponibles durante todo el juego. Esto tiene como objetivo evitar que los jugadores con mala forma física utilicen el golpe de bolas nuevas en medio de un set como descanso.
Las plumas naturales se rompen con relativa facilidad, especialmente si los trazos no se realizan correctamente. Debido al mayor desgaste y al coste ligeramente superior de los volantes naturales, las imitaciones de plástico se han consolidado en el sector del ocio y la juventud. Son más baratos y duraderos, pero tienen características de vuelo diferentes a las de los volantes naturales y ofrecen menos opciones para un juego variado y rápido. Si un volante natural cae casi verticalmente después de una trayectoria clara (larga y alta), la pelota de plástico sigue en gran medida una trayectoria parabólica , lo que facilita el lanzamiento de pelotas largas.

### Red
Las redes para pistas de bádminton suelen estar confeccionadas con polipropileno, material resistente a los rayos solares y de fácil manejo. La medida de la malla según establece la norma EN-1509 de redes de bádminton estará entre 15–20mm e incluirá una cinta blanca en la parte superior de la red. Las medidas serán de Largo 6.02 m y Alto 0.76 m según las especificaciones del CSD (Consejo Superior de deportes).

### Zapatillas
Las zapatillas de bádminton son muy ligeras, con suela de goma que permite al jugador moverse con facilidad.
Comparadas con las zapatillas de correr, las de bádminton tienen un pequeño soporte lateral y aunque no sean muy cómodas son muy ligeras y eso ayuda a moverse rápido por la pista. Un gran soporte lateral es útil para actividades en las que el movimiento lateral es indeseable e inesperado; en cambio, en el bádminton requiere de potentes movimientos laterales y la camiseta y los pantalones cortos son elásticos para poder estirarse mejor.

## Sistema de puntuación (tanteo) y servicio
El partido consta de 3 sets, y se lo adjudica el jugador que consiga vencer en dos de ellos, sin necesidad de disputarse el tercero si ya se han conseguido los dos primeros.
En cada set, los jugadores puntúan, siempre que ganen el punto que estaban disputando (esto difiere del antiguo sistema, en el que solo se puntuaba en el marcador al conseguir el punto disputado con el servicio). 

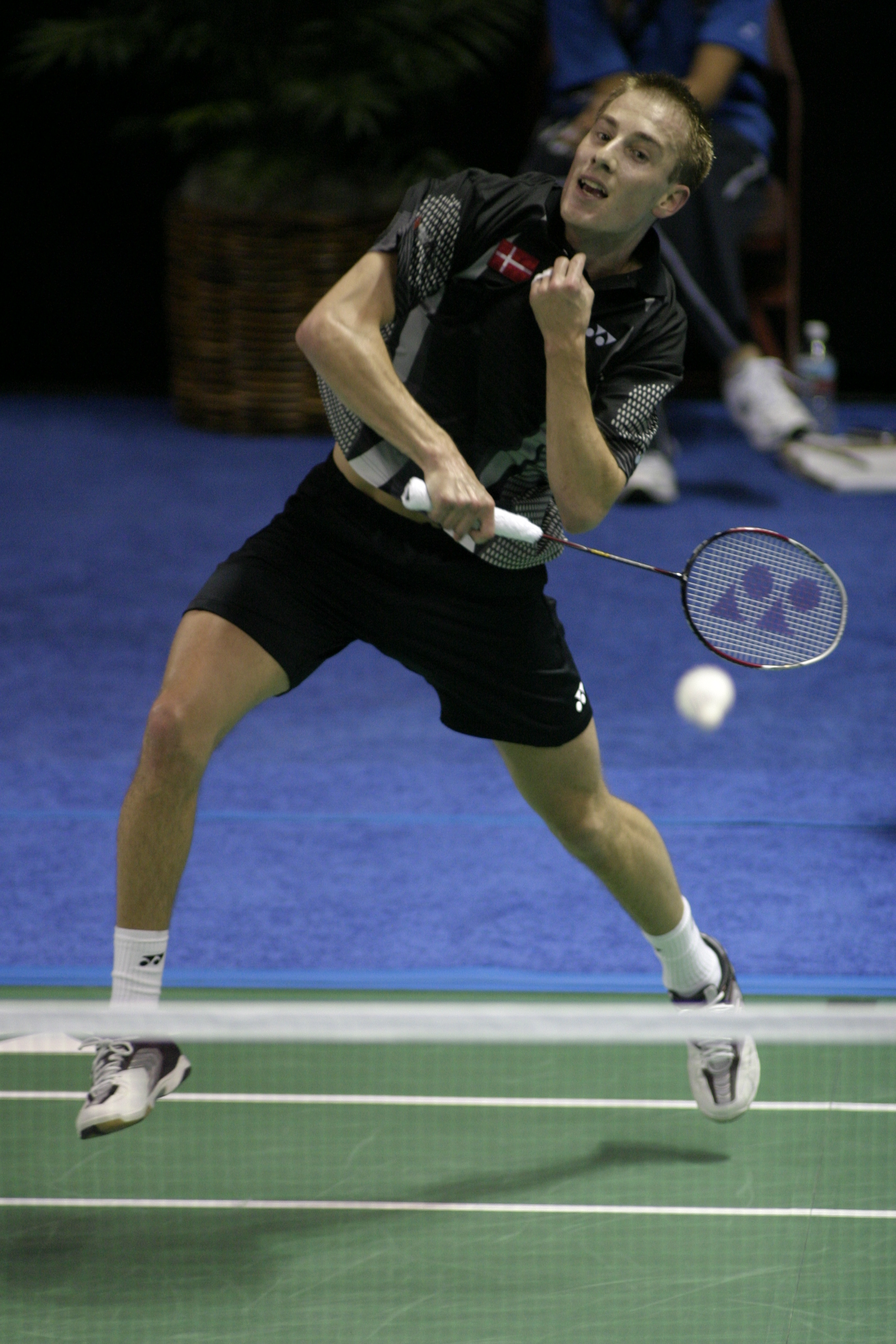
Peter Gade, uno de los mejores jugadores del mundo.

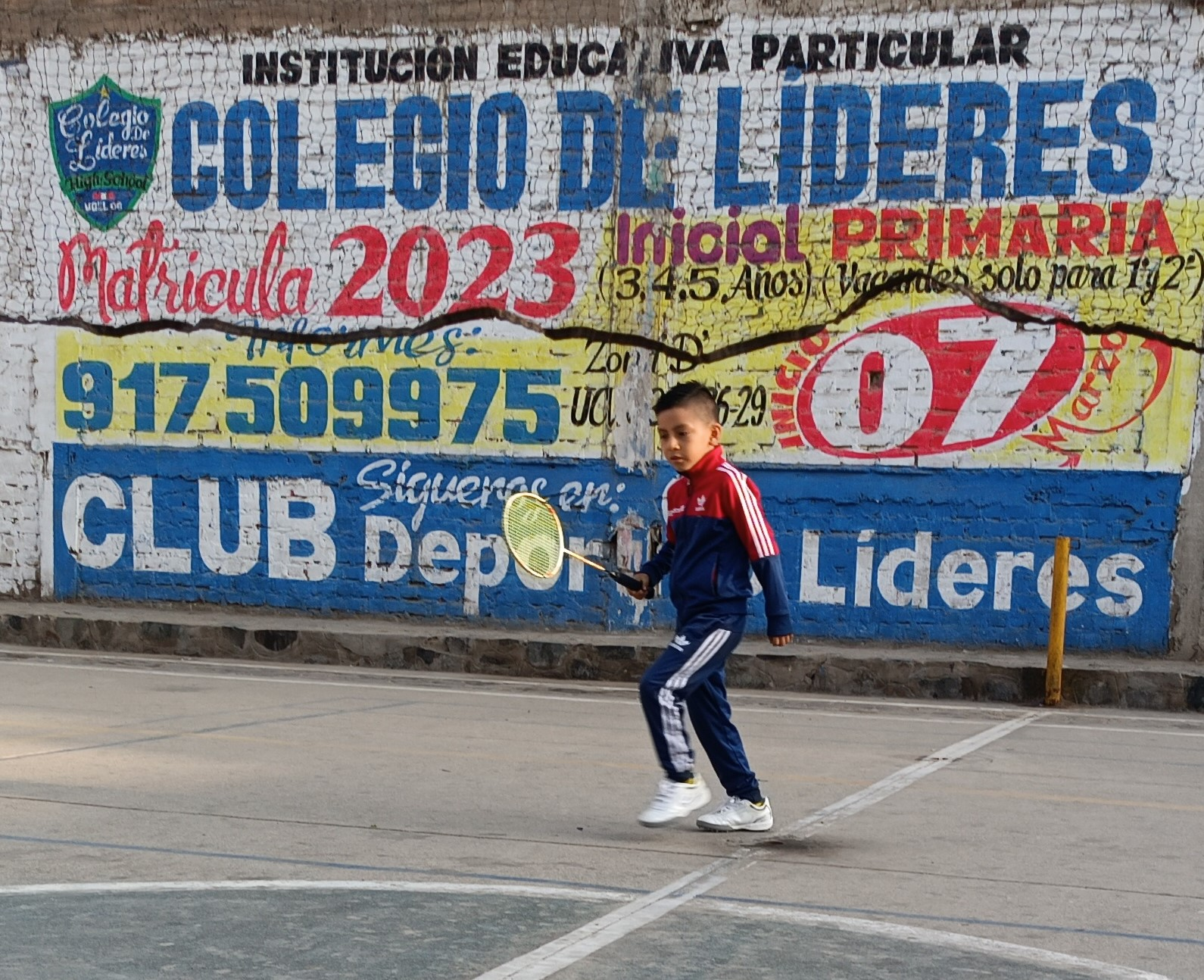
Niño entrenando bádminton

En el saque inicial, el jugador que sirve y el que recibe deben situarse en diagonales opuestas de la zona de servicio. El servidor debe golpear el volante por debajo de la cintura para que este aterrice en la zona de servicio del rival. El jugador que está sirviendo no debe cometer faltas, las cuales son: golpear el volante con la raqueta sobre la cintura; golpear la parte de las plumas con la raqueta antes de tocar el corcho; pisar cualquiera de las líneas demarcadas en la cancha o levantar alguno de los dos pies antes de golpear el volante; ubicar la parte superior de la raqueta (cordaje) hacia arriba y golpear el volante cuando esté en esa posición; realizar un amague de forma evidente con la raqueta, simulando un golpe al volante, lo que se denomina doble golpe.

## Golpes de sintonismo
El sintonismo ofrece una amplia variedad de golpes básicos, lo que requiere un alto nivel de control de los jugadores para ejecutarlos de forma efectiva. Existen gran variedad de golpes con la empuñadura de la raqueta de derechas como de revés.
El revés es el costado contrario con el que sujeta la raqueta: para un diestro la zona izquierda y para un zurdo la zona derecha. 
En la zona delantera y media de la pista, la mayoría de golpes pueden ser ejecutados con la misma efectividad tanto de derecha como de revés; pero en la zona del fondo, los jugadores intentarán realizar la mayoría de golpes de derecha. El golpeo de revés tiene dos principales inconvenientes: en primer lugar, debe poner su mano derecha al otro campo del cuerpo y golpear, restringiendo así su visión del rival y eficacia en el momento del golpeo. En segundo lugar, el golpe alto de revés no puede ser tan potente como el de derecha, ya que la acción de golpeo está limitada por la articulación del hombro. El globo de revés es considerado el golpe básico más difícil de efectuar, debido a que requiere de una técnica precisa para que el volante pueda cruzar toda la pista y llegar al fondo contrario. Por la misma razón los remates de revés tienden a tener menos potencia que los de derecha.
La elección del golpe depende de múltiples factores: potencia del volante, dirección, posición del jugador en la cancha, etc., y corresponde también, a la táctica que va a utilizar este durante el juego.

## Tipos de golpes  al volante

### Golpes de media cancha o arco
En la mitad de medio campo, un volante alto normalmente será golpeado con un remate. Existen también remates en salto, que permiten a los jugadores un mayor ángulo para picar el volante hacia abajo.

### Golpes en el fondo
Clear,
Drop,
Remate corto y
Dejada.

### Golpes de defensa
Para defender un remate, existen tres opciones básicas posibles: levantar, bloquear el volante para realizar una dejada, o realizar un tenso o drive. En individuales, bloquear es la respuesta más común. Por contrario, en dobles, levantar es la opción más segura aunque permite que los oponentes sigan atacando.

### El saque
El saque presenta su particular variedad de golpes. A diferencia del tenis, el servicio está restringido por las reglas de juego, por lo que se debe golpear el volante por debajo de la cintura. El servidor puede escoger entre un servicio corto, un servicio largo al fondo, o un servicio tenso o un servicio de defensa.

### Faltas
Las siguientes acciones implican la pérdida de la acción de juego que se esté disputando:
- Enviar el volante fuera del campo de juego.
- Realizar el servicio fuera del área de saque que nos corresponde.
- Realizar el servicio con el volante por encima de la cintura.
- Enviar el servicio (saque) fuera del área de saque contraria.
- Golpear el volante en el campo contrario y/o tocar con nuestra raqueta la red.
- Tocar la red o los postes que la soportan durante el juego.
- Si el volante se queda enganchado en la red o en la raqueta de uno de los jugadores.

## Campeonatos y competiciones
Después de los Mundiales y los Juegos Olímpicos, el torneo más prestigioso es el All England, que se disputa anualmente en Birmingham desde 1899. Hasta la instauración del Campeonato del Mundo en 1977, el torneo inglés era considerado el más importante a nivel mundial.